# Борис Годунов (опера)
«Борис Годунов» — опера на 4 дії  7 (у другій редакції - 8) картин з прологом російського композитора Модеста Мусоргського. Лібрето композитора за мотивами однойменної трагедії Олександра Пушкіна. Перша редакція завершена 1869 року, перша постановка 1874.
Існує кілька редакцій «Бориса Годунова»: дві редакції автора (1869 й 1872), дві редакції Миколи Римського-Корсакова (1896 й 1908), редакція й оркестровка Дмитра Шостаковича (1959). Варіанти Римського-Корсакова, у яких були згладжені багато шорсткостей музичного тексту Мусоргського, одержали найбільше поширення. У сучасних постановках часто використаються й авторські редакції, які на думку музикознавців точніше відповідають характеру оповідання й персонажам.

## Створення опери
Роботу над оперою Мусоргський почав у жовтні 1868 року, використовуючи для написання лібрето, текст Пушкіна а також матеріали історї Московії Миколи Карамзіна. Тема — період правління Бориса Годунова, з 1598 по 1605 роки. В обраному історичному епізоді композитора приваблювала можливість відбити відносини влади й народу, представити народ і владу як головних діючих осіб. Мусоргський писав: «Я розумію народ як, велику особистість, одушевлену єдиною ідеєю. Це моє завдання. Я спробував вирішити її в опері».
Опера була завершена наприкінці 1869 року і представлена в Дирекцію імператорських театрів. Театральний комітет не прийняв оперу до постановки, пояснивши рішення відсутністю виграшної жіночої ролі. Після відмови Мусоргський вніс ряд змін, зокрема, ввівши «польський» акт із любовною лінією Лжедмітрій — Маріна Мнішек, а також додавши ефектний фінал — монументальну сцену народного повстання під Кромами. Однак друга редакція (1872) теж була прийнята не одразу — Театральний комітет тричі відхиляв постановку, і відхиляв оперу. Лише після того, як артистка Маріїнського театру Юлія Федорівна Платонова зажадала від директора у свій бенефіс (артистка мала право вибору) нової постановки «Бориса Годунова», погрожуючи в противному разі піти з театру, директор театру Гедеонов сам, без згоди комітету, дав дозвіл на постановку опери.

## Постановки
Прем'єра опери відбулася 27 січня (8 лютого) 1874 на сцені Маріїнського театру під орудою Е. Направника. Незважаючи на захоплений прийом публіки, критика зустріла оперу різко негативно і 1882 року вона була знята з репертуару. 16 грудня 1888 року опера вперше прозвучала на сцені Большого театру в Москві під орудою Іполита Альтані. У 1896 інструментування опери здійснив М. А. Римський-Корсаков і 28 листопада 1896 року опера була поставлена в Маріїнському театрі у його версії.
Вирішальне значення в сценічній історії твору мав спектакль Приватної російської опери 7 грудня 1898 року, у якому заголовну партію вперше виконав Федір Шаляпін. Опера увійшла до репертуару театрів периферії: Казань, 1899; Орел, Воронеж, Саратов (1900) і ін. У Большому театрі опера була поставлена в інструментовці Римського-Корсакова із Шаляпіним у головній ролі у 1901 році, у 1902 була поставлена в Одесі (партію Самозванця виконував Антон Арцимович), у Маріїнському театрі — з 1904 р. Із цього часу вона стає однієї із найбільш репертуарних опер, завоювавши всі сцени світу.